# Markiz Ormonde
Hrabiowie Ormonde 1. kreacji (parostwo Irlandii)
- 1328–1338: James Butler, 1. hrabia Ormonde
- 1338–1382: James Butler, 2. hrabia Ormonde
- 1382–1405: James Butler, 3. hrabia Ormonde
- 1405–1452: James Butler, 4. hrabia Ormonde
- 1452–1461: James Butler, 5. hrabia Ormonde
- 1461–1478: John Butler, 6. hrabia Ormonde
- 1478–1515: Thomas Butler, 7. hrabia Ormonde

Hrabiowie Ormonde 2. kreacji (parostwo Irlandii)
- 1529–1538: Thomas Boleyn, 1. hrabia Wiltshire i 1. hrabia Ormonde

Hrabiowie Ormonde 3. kreacji (parostwo Irlandii)
- 1538–1539: Piers Butler, 8. hrabia Ormonde
- 1539–1546: James Butler, 9. hrabia Ormonde
- 1546–1614: Thomas Butler, 10. hrabia Ormonde
- 1614–1634: Walter Butler, 11. hrabia Ormonde
- 1634–1688: James Butler, 12. hrabia Ormonde (od 1661 r. 1. książę Ormonde)
- 1688–1745: James Butler, 13. hrabia Ormonde (również 2. książę Ormonde)
- 1745–1758: Charles Butler, 14. hrabia Ormonde (de iure 3. książę Ormonde)
- 1758–1766: John Butler, 15. hrabia Ormonde
- 1766–1783: Walter Butler, 16. hrabia Ormonde
- 1783–1795: John Butler, 17. hrabia Ormonde
- 1795–1820: Walter Butler, 18. hrabia Ormonde, kreowany markizem Ormonde w parostwie Irlandii
- 1820–1838: James Wandesford Butler, 19. hrabia Ormonde, kreowany markizem Ormonde w parostwie Zjednoczonego Królestwa

Markizowie Ormonde 1. kreacji (parostwo Irlandii)
- 1816–1820: Walter Butler, 1. markiz Ormonde

Markizowie Ormonde 2. kreacji (parostwo Zjednoczonego Królestwa)
- 1825–1838: James Wandesford Butler, 1. markiz Ormonde
- 1838–1854: John Butler, 2. markiz Ormonde
- 1854–1919: James Edward William Theobald Butler, 3. markiz Ormonde
- 1919–1943: James Arthur Wellington Foley Butler, 4. markiz Ormonde
- 1943–1949: James George Anson Butler, 5. markiz Ormonde
- 1949–1971: James Arthur Norman Butler, 6. markiz Ormonde
- 1971–1997: James Hubert Theobald Charles Butler, 7. markiz Ormonde